# Contea palatina di Simmern
La Contea palatina di Simmern fu uno stato del Sacro Romano Impero incentrato sulla città di Simmern/Hunsrück, nell'attuale regione della Renania-Palatinato, in Germania. Aveva l’ottavo seggio fra i principi imperiali nel Reichstag.

## Storia
Alla morte del re Roberto del Palatinato (conosciuto anche come Roberto di Baviera), nel 1410 i territori della casata di Wittelsbach nell'Elettorato del Palatinato vennero divisi tra i suoi quattro figli; uno di questi, Stefano di Baviera (o del Palatinato) ottenne la contea del Palatinato-Simmern come proprio stato, dando così vita al Casato del Palatinato-Simmern. Nel 1444 Stefano del Palatinato rese indipendenti dai domini bavaresi tutte le contee che componevano i suoi stati e le trasmise ai propri figli: il primogenito Federico ottenne il Palatinato-Simmern che rimase stato indipendente sino al 1685 quando, con la morte del conte palatino Carlo II, i suoi domini passarono alla casata del Palatinato-Neuburg.
Nel 1559 il casato che reggeva la contea di Simmern successe al ramo maggiore, che si era estinto, nella dignità di Principe Elettore del Palatinato, perciò quando nel 1685 la linea del Palatinato-Simmern si estinse anche la dignità elettorale ed il grosso del Palatinato passarono in eredità alla linea del Palatinato-Neuburg.

### Il casato del Palatinato-Simmern
Il Palatinato-Simmern (in tedesco Pfalz-Simmern) fu uno dei lignaggi collaterali dell'Elettorato del Palatinato del Casato di Wittelsbach.
I Wittelsbach palatini, alla morte del suddetto re si divisero in quattro linee, compresa quella di Simmern ed incentrata sulla contea omonima. 

Questa linea successe nel 1559 al ramo principale dei Principi Elettori Palatini e si estinse nel 1685 lasciando le proprie terre ed i propri diritti al Palatinato-Neuburg.
Il fondatore della linea Simmern (Stefano del Palatinato-Simmern-Zweibrücken), fu anche il fondatore della linea cadetta del Palatinato-Zweibrücken ed infatti i diritti sulla Contea di Veldenz e la metà di quelli sulla Contea di Sponheim furono trasmessi ai discendenti cadetti da sua moglie Anna di Veldenz e si sommarono a quelli sul Palatinato-Zweibrücken.

### I conti palatini del Palatinato-Simmern
- Stefano del Palatinato-Simmern 1410–1444
- Federico I del Palatinato-Simmern 1444–1480
- Giovanni I del Palatinato-Simmern 1480–1509
- Giovanni II del Palatinato-Simmern 1509–1557
- il sottostante Federico, II di Simmern dal 1557

### Gli elettori del casato
- Federico III del Palatinato 1559–1576
- Luigi VI del Palatinato 1576–1583
- Federico IV del Palatinato 1583–1610
- Federico V del Palatinato 1610–1623
- Carlo I Luigi del Palatinato 1649–1680
- Carlo II del Palatinato 1680–1685